# Zilverfulminaat
Zilverfulminaat is een explosief zout van zilver en het fulminaat-anion, en heeft als brutoformule AgCNO.
Zilverfulminaat is een primair explosief dat van weinig praktisch nut is ten gevolge van zijn zeer hoge gevoeligheid. Het laten vallen van een druppel water op een paar milligram zilverfulminaat leidt al tot een explosieve reactie. Zelfs zeer kleine hoeveelheden van dit explosief dienen al met zeer grote voorzichtigheid behandeld te worden.
Zilverfulminaat werd voor het eerst bereid in 1800 door Edward Charles Howard tijdens een algemene studie naar de bereidingswijze van fulminaten.

## Synthese
De verbinding kan bereid worden door reactie van zilver met geconcentreerd salpeterzuur en ethanol. De reactieomstandigheden dienen nauwkeurig gecontroleerd te worden om explosie of detonering te voorkomen. Zilverfulminaat dient altijd in kleine hoeveelheden bereid te worden, omdat zelfs het eigen gewicht van een kristal al genoeg kan zijn om tot een detonatie komen.
{\displaystyle {\ce {Ag + 2 HNO3 -> AgNO3 + NO + H2}}}
{\displaystyle {\ce {2 AgNO3 + C2H5OH -> 2AgCNO + 3 H2O + O2}}}
Een andere bereidingswijze: is uit zilvercarbonaat en ammoniak:
{\displaystyle {\ce {4Ag2CO3 + 4 NH3 -> 4 AgCNO + 6 H2O + 4 Ag + O2}}}

## Structuur en eigenschappen
Zilverfulminaat komt voor in twee polymorfe kristalstructuren: een orthorombisch en een trigonale kristallijne vorm. De trigonale vorm is opgebouwd uit ringvormige hexameren: (AgCNO)6.
Zilverfulminaat kent een niet-explosief isomeer, zilvercyanaat. Aan de hand van beide verbindingen ontdekten Justus von Liebig en Friedrich Wöhler aan het begin van de 19e eeuw het concept isomerie.

## Toepassingen
In praktijk kent zilverfulminaat nauwelijks toepassingen, zelfs niet als explosief. In vuurwerk wordt het door zijn hoge gevoeligheid ook nooit gebruikt, aangezien voor frictie-ontsteking altijd kaliumchloraat of rode fosfor-mengsels gebruikt worden. Alleen in knalerwten wordt de stof gebruikt.